# Gazeta Gdańska
Die Gazeta Gdańska war die erste polnischsprachige Zeitschrift, die in Danzig erschien. Sie wurde von 1891 bis 1939 herausgegeben.

## Geschichte

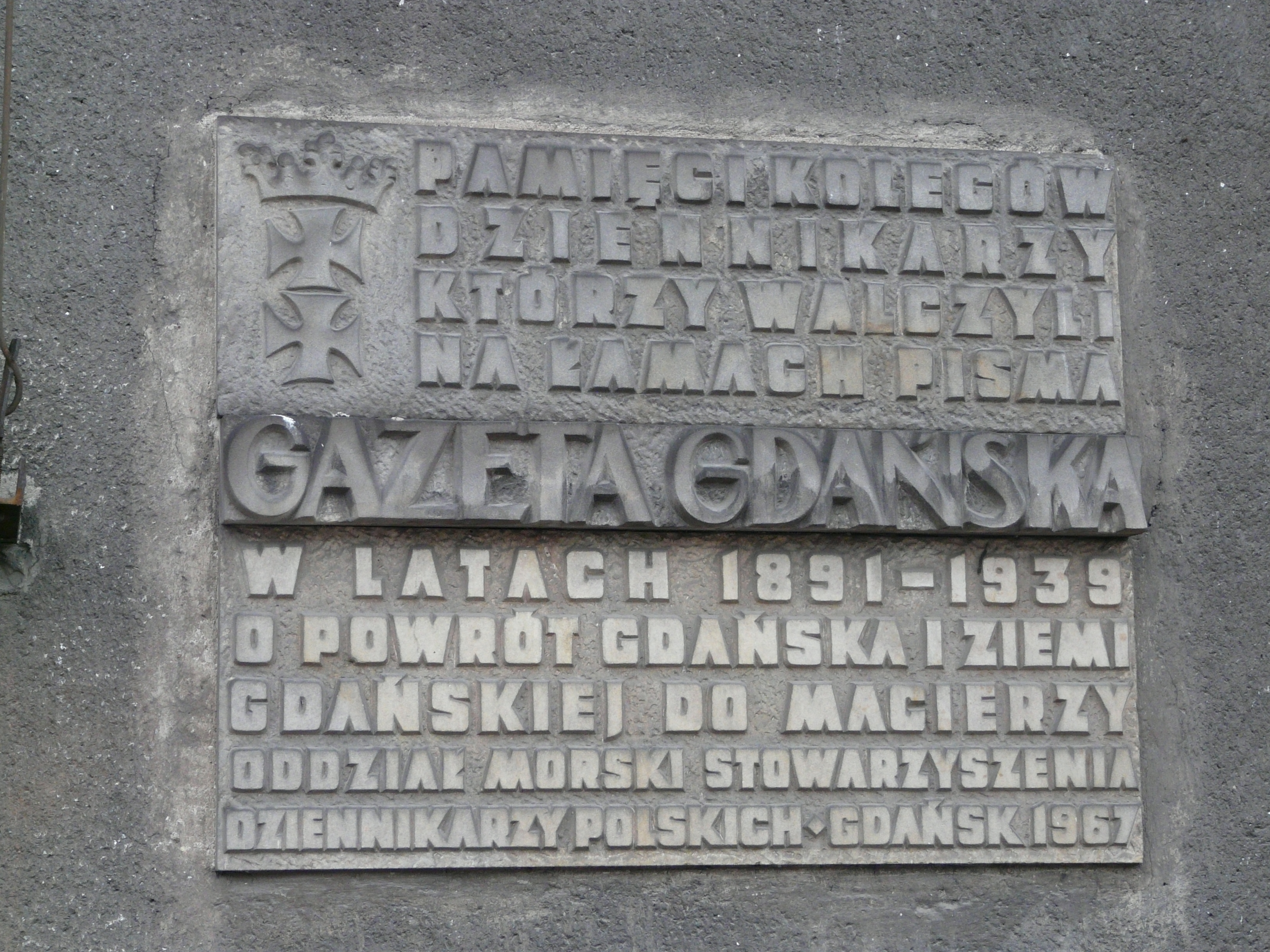
Gedenktafel am Redaktionsgebäude in der Breitgasse am Kassubischen Markt

Der Publizist Bernard Milski gab im April 1891 die erste Ausgabe der Gazeta Gdańska heraus. Diese erschien einmal monatlich. Die Redaktion befand sich in den ersten drei Jahren in der  Frauengasse (ul. Mariacka), seit 1897 in der Breitgasse (ul. Szeroka). Die Zeitung wurde vor allem im Umland gelesen und wurde bald die wichtigste polnische Zeitschrift im nördlichen Westpreußen. Neben Berichten zu verschiedenen Themen wurden auch literarische Texte veröffentlicht, darunter zwei Werke von Henryk Sienkiewicz. Die Gazeta Gdańska hatte eine wichtige Bedeutung zur Stärkung des kulturellen und nationalen Selbstbewusstseins der polnischen Bevölkerung im preußisch beherrschten Gebiet.
1905 erschienen zwei Beilagen in kaschubischer Sprache (durch Aleksander Majkowski). 1921 und 1922 gab es die Deutsche Morgenausgabe der Gazeta Gdańska als deutschsprachige Beilage.
Die Zeitung erschien 1891 in etwa 600 Exemplaren, 1903 in 4500, 1905 in 3650, 1907 in 2780 und 1922 in 25.500 Ausgaben als höchste Anzahl.
Nach mehreren Besitzerwechseln ging die Gazeta Gdańska im Jahre 1926 an einen Verlag im polnischen Bydgoszcz (Bromberg), die Redaktion in Danzig wurde offiziell zu einer Nebenfiliale. Die Zeitung wurde gelegentlich vom polnischen Außenministerium finanziell unterstützt, seit 1935 regelmäßig. Am 30. August 1939 erschien die Gazeta Gdańska zum letzten Mal, zwei Tage vor Beginn des deutschen Überfalls auf Polen.